# (31094) 1997 CN28
(31094) 1997 CN28 là một tiểu hành tinh nằm ở rìa ngoài của vành đai chính. Nó được phát hiện qua chương trình tiểu hành tinh Beijing Schmidt CCD ở trạm Xinglong ở tỉnh Hồ Bắc, Trung Quốc ngày 14 tháng 2 năm 1997.